# Телескоп Субару
Субару је један од телескопа на Мауна Кеи пречника 8,2 метра. Посматра у видљивом и инфрацрвеном делу спектра. Припада Јапанској Националној опсерваторији (NAOJ). Име је добио по отвореном звезданом јату, на српском језику познатом као Плејаде .
Конструкција телескопа започела је у априлу 1991. године. Са градњом је завршено 1998. а прва снимања обављена су у јануару 1999. На почетку, телескоп се користио са окуларом, тако да се кроз њега могло гледати директно оком. Веома брзо окулар је замењен скупљом и осетљивијом опремом.

## Инструменти
Субару има 4 фокуса на која се могу качити спектрометри и разне камере.
- Multi-Object Infrared Camera and Spectrograph (MOIRCS) - Камера за снимање широких углова и спектрограф који је у могућости да сними спектре више објекта великом брзином.
- Infrared Camera and Spectrograph (IRCS)
- Cooled Mid Infrared Camera and Spectrometer (COMICS) - Камера која снима у инфрацрвеном делу спектра и спектрометар за хладну интерстеларну прашину.

- Faint Object Camera And Spectrograph (FOCAS) - Камера која снима у видљивом делу спектра и спектрограф који може да сними око 100 спектара за веома кратко време.
- Subaru Prime Focus Camera (Suprime-Cam) - Камера која снима широке углове у видљивом делу спектра (80 мегапиксела).
- High Dispersion Spectrograph (HDS) - Спектрограф који снима само видљиви део спектра.
- Fiber Multi Object Spectrograph (FMOS) - Спектрограф који снима само инфрацрвени део спектра, може да сними више од 400 спектара за кратко време.
- High-Contrast Coronographic Imager for Adaptive Optics (HiCIAO) - Камера која снима инфрацрвену светлост и тражи екстрасоларне планете.
- Hyper Suprime-Cam (HSC) - Камера која снима широке углове (900 мегапиксела) и има метарско сочиво. Први пут је коришћена 2012. Користи се за могућу детекцију тамне материје.